# Гантер (Огайо)
Гантер (англ. Hunter) — переписна місцевість (CDP) в США, в окрузі Воррен штату Огайо. Населення — 3363 особи (2020).

## Географія
Гантер розташований за координатами 39°29′41″ пн. ш. 84°17′25″ зх. д. / 39.49472° пн. ш. 84.29028° зх. д. (39.494733, -84.290254).  За даними Бюро перепису населення США в 2010 році переписна місцевість мала площу 4,21 км², уся площа — суходіл.

## Демографія
Згідно з переписом 2010 року, у переписній місцевості мешкало 2100 осіб у 841 домогосподарстві у складі 641 родини. Густота населення становила 499 осіб/км².  Було 873 помешкання (207/км²).
Расовий склад населення:
| - 97,8 % — білих - 0,6 % — азіатів - 0,4 % — чорних або афроамериканців - 0,1 % — корінних американців |

До двох чи більше рас належало 1,0 %. Частка іспаномовних становила 0,6 % від усіх жителів.
За віковим діапазоном населення розподілялося таким чином: 20,2 % — особи молодші 18 років, 60,0 % — особи у віці 18—64 років, 19,8 % — особи у віці 65 років та старші. Медіана віку мешканця становила 45,6 року. На 100 осіб жіночої статі у переписній місцевості припадало 97,2 чоловіків;  на 100 жінок у віці від 18 років та старших — 92,4 чоловіків також старших 18 років.
Середній дохід на одне домашнє господарство  становив 68 991 долар США (медіана — 56 495), а середній дохід на одну сім'ю — 78 805 доларів (медіана — 72 212). За межею бідності перебувало 1,6 % осіб, у тому числі 0,0 % дітей у віці до 18 років та 0,0 % осіб у віці 65 років та старших.
Цивільне працевлаштоване населення становило 1068 осіб. Основні галузі зайнятості: виробництво — 21,9 %, освіта, охорона здоров'я та соціальна допомога — 16,4 %, роздрібна торгівля — 11,7 %, будівництво — 11,5 %.